# Víctor Francos Díaz
Víctor Francos Díaz (Sardañola del Vallés, Barcelona, 1979) es un abogado y político español.

## Biografía
Francos Díaz nació en Sardañola del Vallés (provincia de Barcelona) en 1979. Es licenciado en Derecho por la Universidad Autónoma de Barcelona, con título extraordinario de carrera. Tras licenciarse, fundó y trabajo en el bufete Fides Abogados y Consultores.

### Carrera política
Militante del Partido de los Socialistas de Cataluña (PSC), ha estado en diversos puestos internos del partido, tanto de asesor como en la política activa, llegando a ser director de los Servicios Jurídicos del partido entre 2017 y 2018. A finales de 2003 fue elegido primer secretario de la Juventud Socialista de Cataluña (JSC).
Abandonó la jefatura de la JSC en abril de 2006 y, posteriormente, pasó a dirigir el PSC de Sardañola del Vallés. En este ámbito, fue elegido concejal del municipio en las elecciones municipales de 2011, siendo posteriormente segundo teniente de alcalde.
En septiembre de 2020 dejó el consistorio catalán tras ser nombrado por el ministro de Sanidad, Salvador Illa, como director de su gabinete. Apenas cinco meses después, fue nombrado secretario de Estado de Política Territorial y Función Pública por el ministro Miquel Iceta. Después del nombramiento de Iceta como ministro de Cultura y Deporte, este volvió a confiar en él como su número dos y le nombró secretario general de Cultura. Posteriormente, se le confiaron también competencias deportivas.
En diciembre de 2021, una vez elegido Salvador Illa como primer secretario del PSC, fue nombrado secretario de Análisis Electoral.
En junio de 2023, el Consejo de Ministros le designó presidente del Consejo Superior de Deportes, tomando posesión el 16 de junio de ese mes.
El 25 de agosto de 2023, tras los hechos que rodearon a Luis Rubiales, el llamado «Caso Rubiales», Francos anunció que el CSD llevaría el caso ante el Tribunal Administrativo del Deporte (TAD) para que se le incoara un procedimiento por «una falta muy grave» con el objetivo de suspenderle de sus funciones. Los principales clubes de fútbol, asociaciones y otras organizaciones del ámbito deportivo apoyaron la decisión. Finalmente, el TAD calificó los hechos de falta «grave», por lo que el CSD no pudo suspender a Rubiales. Rubiales finalmente dimitió el 10 de septiembre de 2023.
Tras la formación de un nuevo Gobierno a finales de 2023, Francos presentó su dimisión «por razones profesionales», al querer «emprender nuevos retos profesionales».